# Chapelle Notre-Dame-de-Vie de Mougins
Pour les articles homonymes, voir Chapelle Notre-Dame-de-Vie.
La Chapelle Notre-Dame-de-Vie est une chapelle du XVIe siècle situé à Mougins dans le département français des Alpes-Maritimes.

## Historique
Cette chapelle fait l’objet d’une inscription au titre des monuments historiques depuis le 24 janvier 1927.

## Présentation

### La chapelle

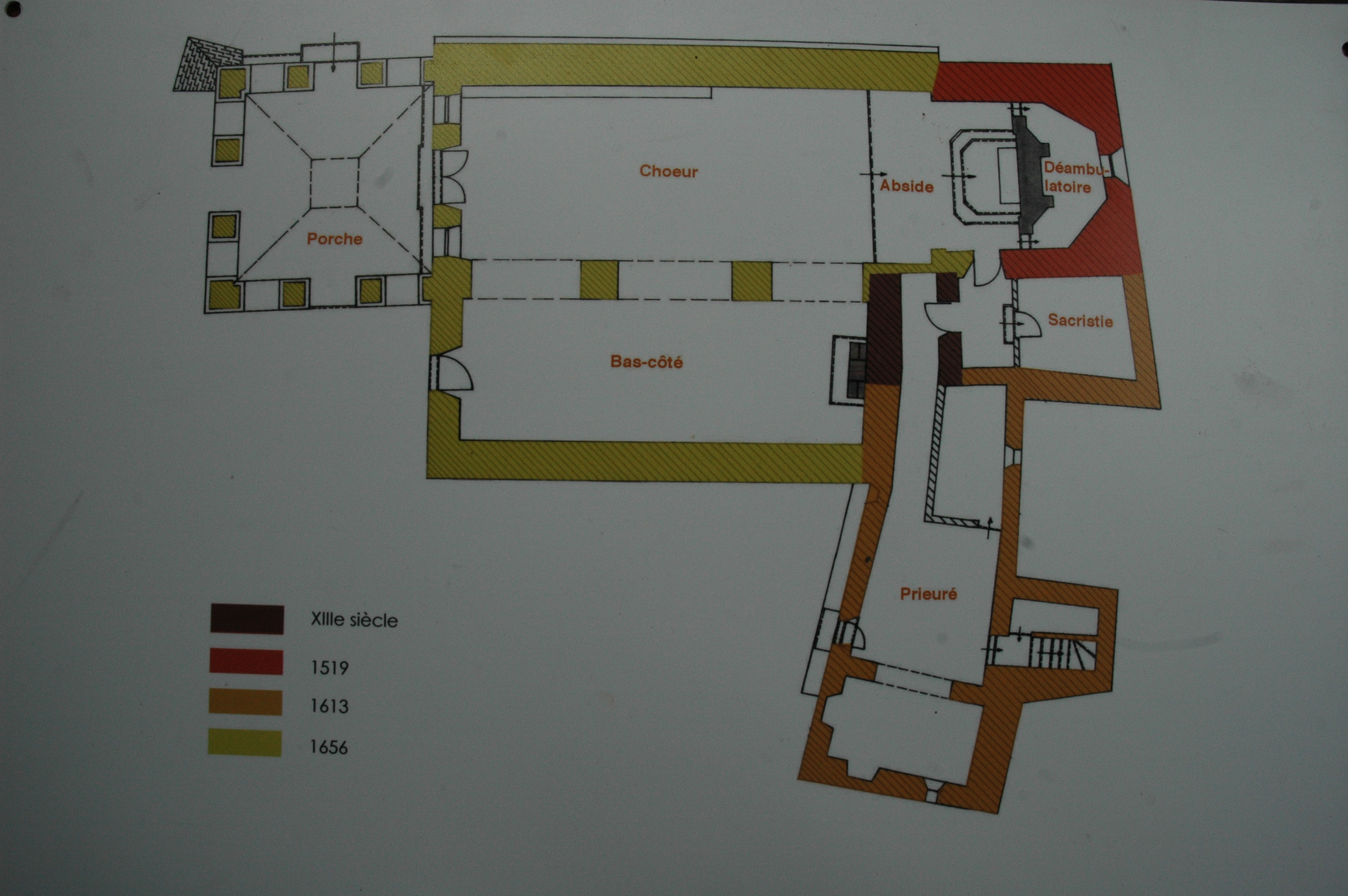
Plan d'ensemble

La chapelle Notre-Dame-de-Vie, qui date du XVIe siècle, a toujours conservé son origine romane; par ailleurs, elle a gardé la facture, reconstruite au milieu du XVIIe siècle, avec de vastes proportions ; grand porche à trois hautes arcades, petit clocher carré XIe siècle, grille en fer forgé, deux cippes romains, buste XVIIIe siècle de Sainte-Innocence, ex-voto, toile XVIIIe siècle ; ermitage début XVIIe siècle accolé, enclos avec croix XVe siècle.

Saint-Bernardin XVIe siècle, ancienne chapelle de pénitents (actuelle mairie) : abside semi-circulaire.

Église Saint-Jacques-le-Majeur d'origine romane très remaniée, notamment aux XVe siècle et XIXe siècle (2e nef), clocher carré à balustrade : toiles XVIIIe siècle et XIXe siècle, reliquaire XVIe siècle, mais aussi quinze gravures contemporaines représentant un Chemin de Croix réalisé par Maryvonne Schatz.

Notre-Dame-de-Vie était un sanctuaire à répit : on y amenait, parfois de fort loin, des enfants mort-nés : pendant la messe, ceux-ci étaient censés ressusciter quelques instants, mis à profit pour les baptiser.
Winston Churchill a peint la chapelle Notre-Dame de Vie.

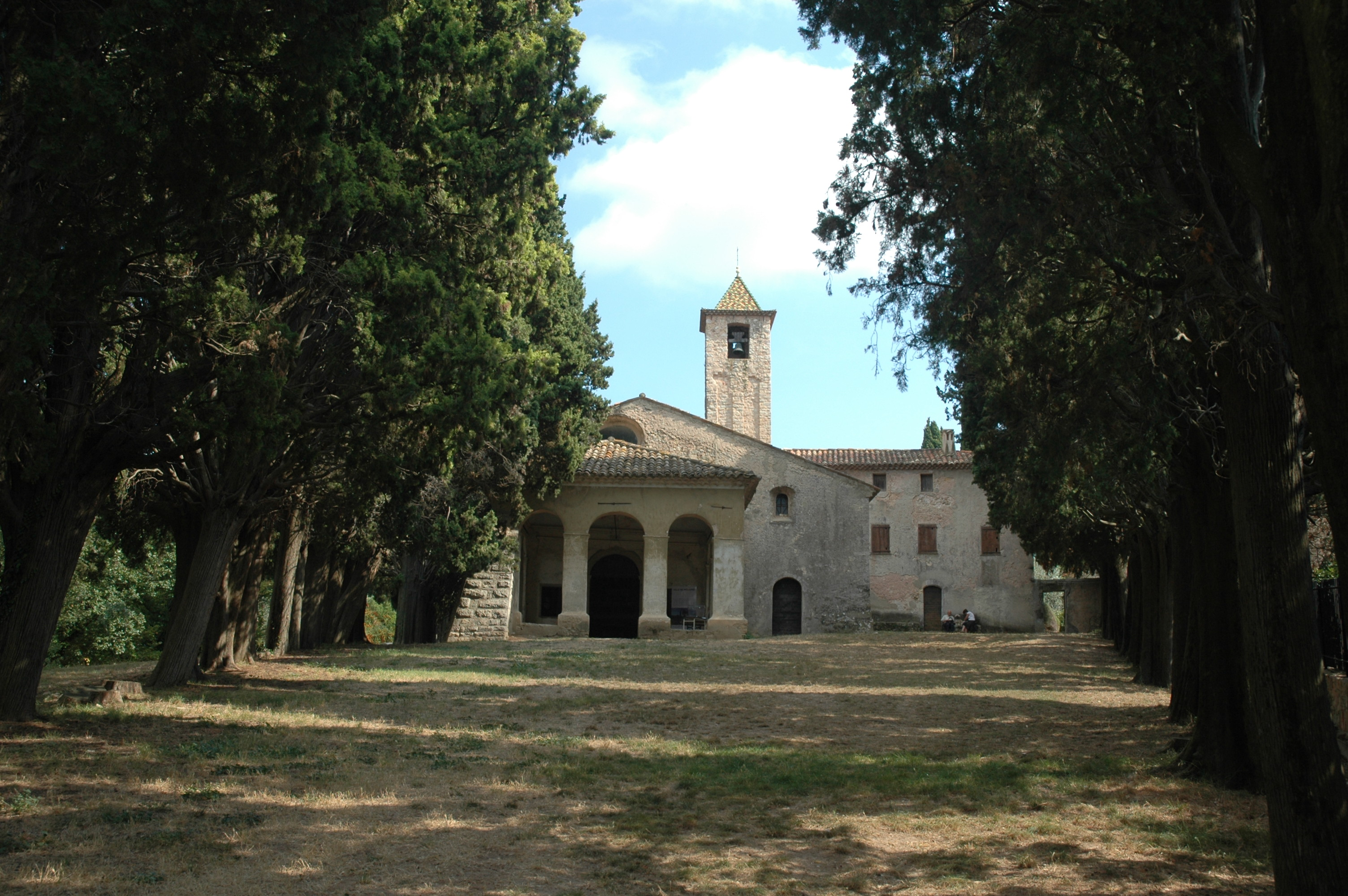
Vue d'ensemble
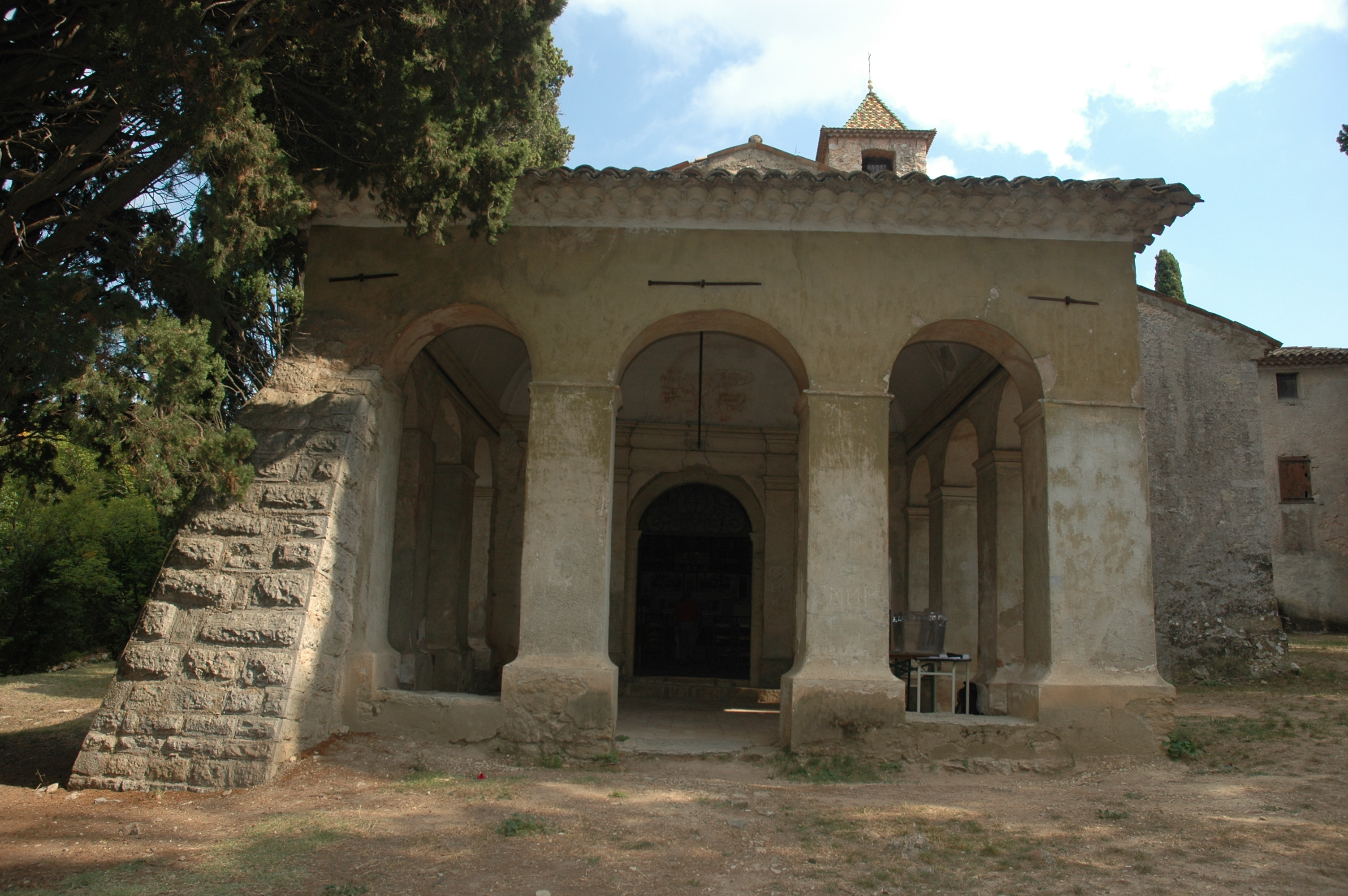
Le porche
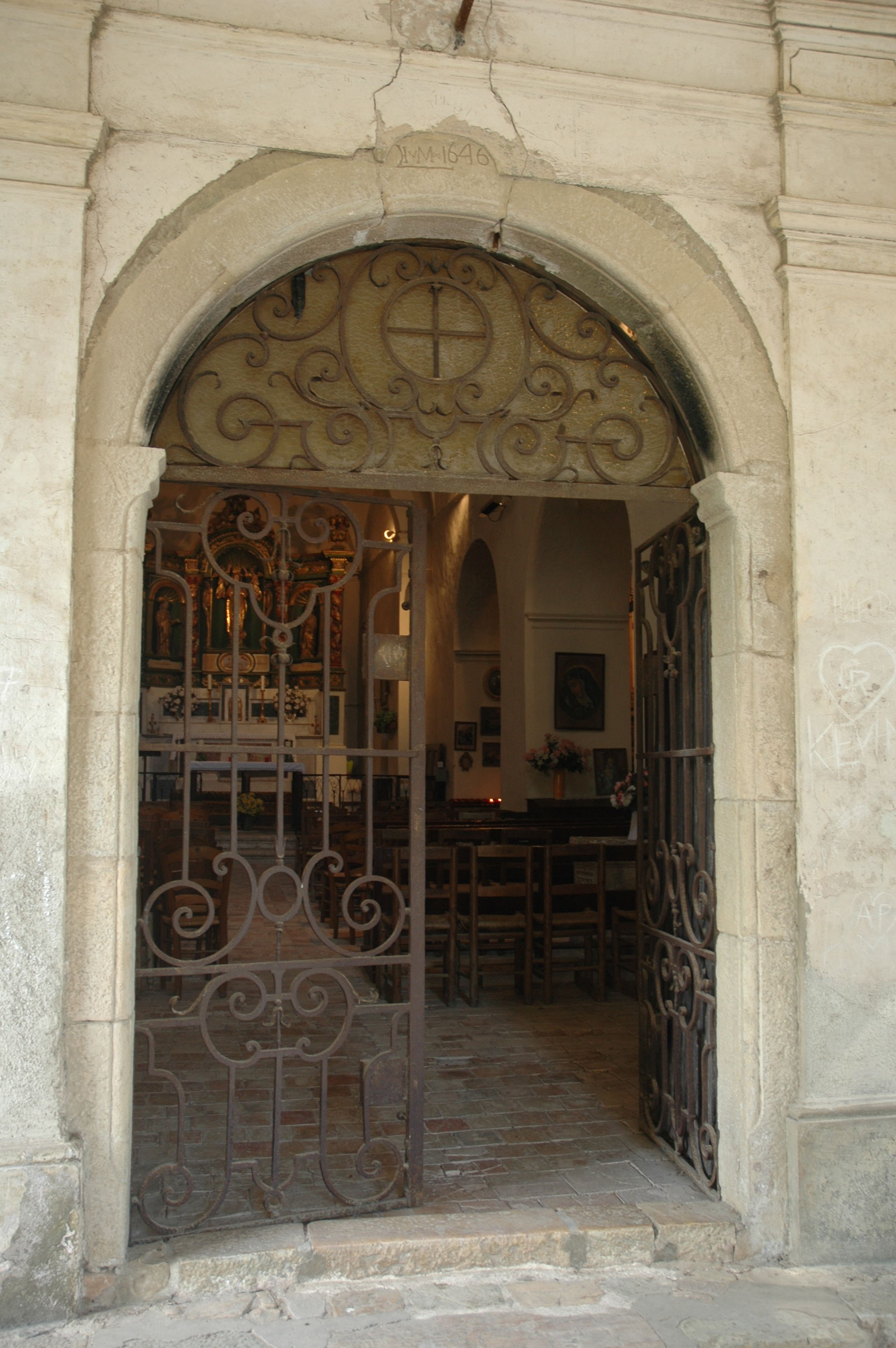
La porte d'entrée
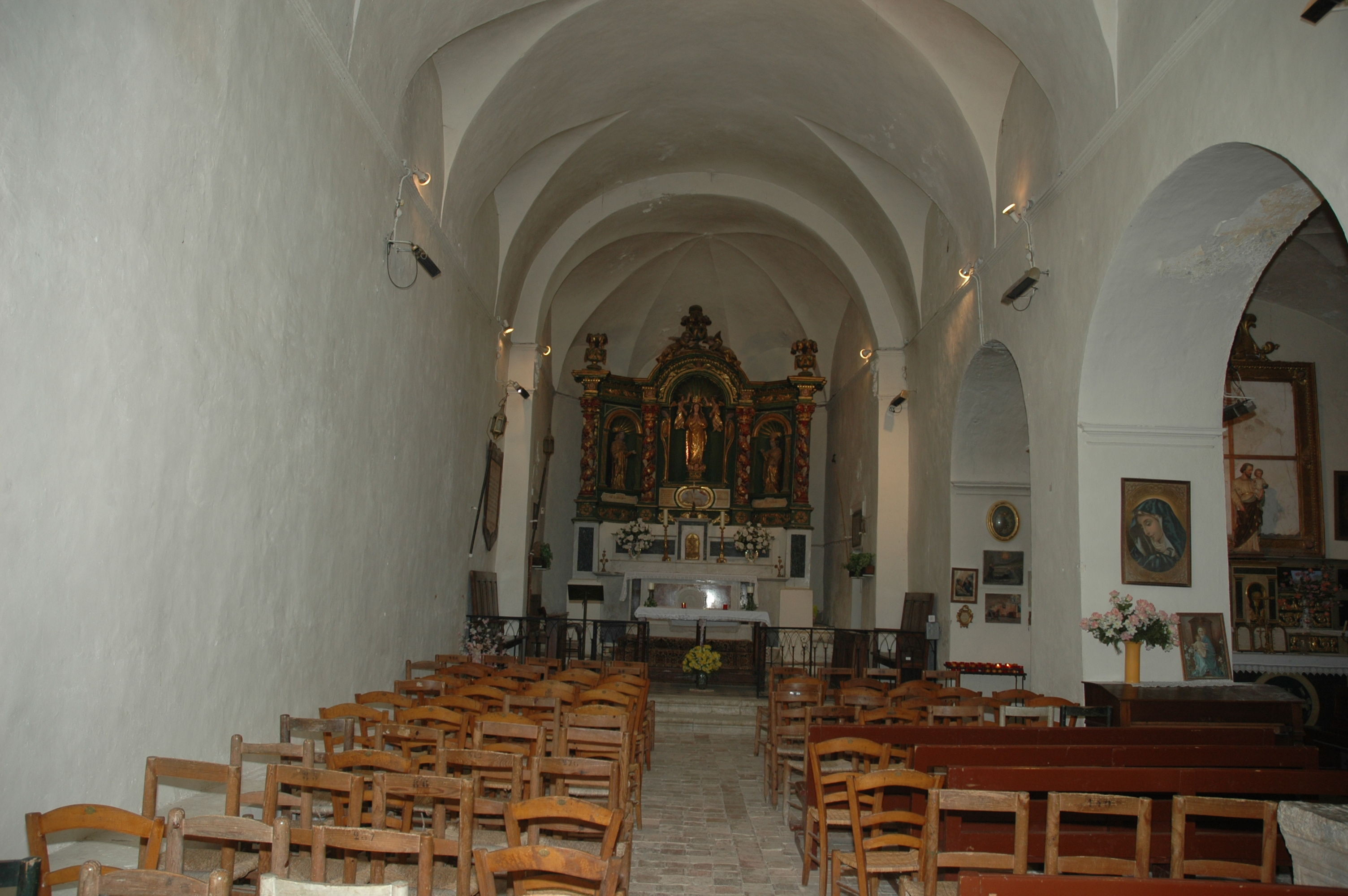
La nef

### Le jardin et le tombeau
Dans son jardin a été construit en 1931 un monumental tombeau pour la famille Guinness, dans lequel a été inhumée Bridget, épouse de Benjamin Seymour Guinness, décédée dans sa résidence voisine, le mas Notre-Dame-de-Vie.

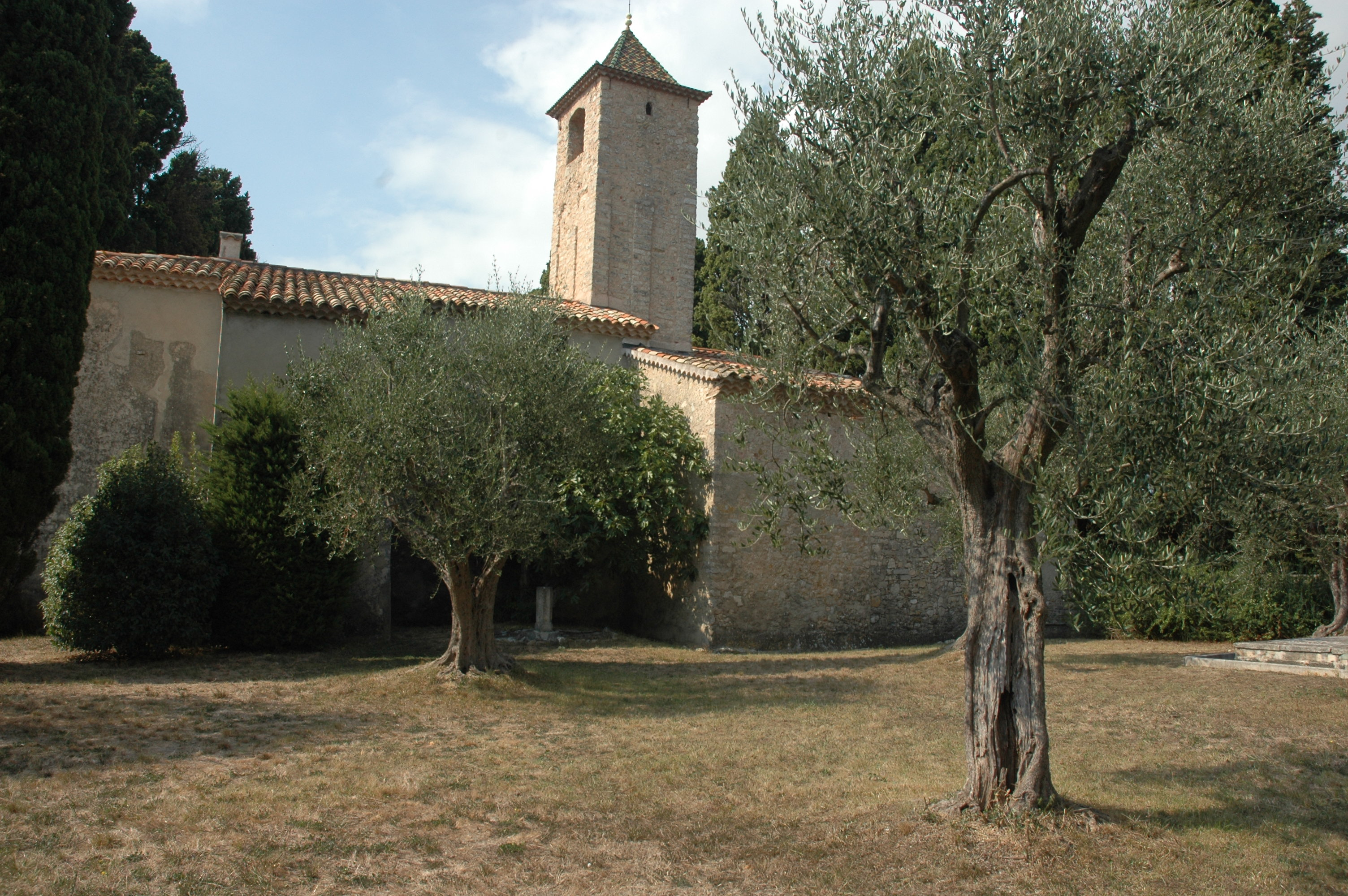
Vue du jardin
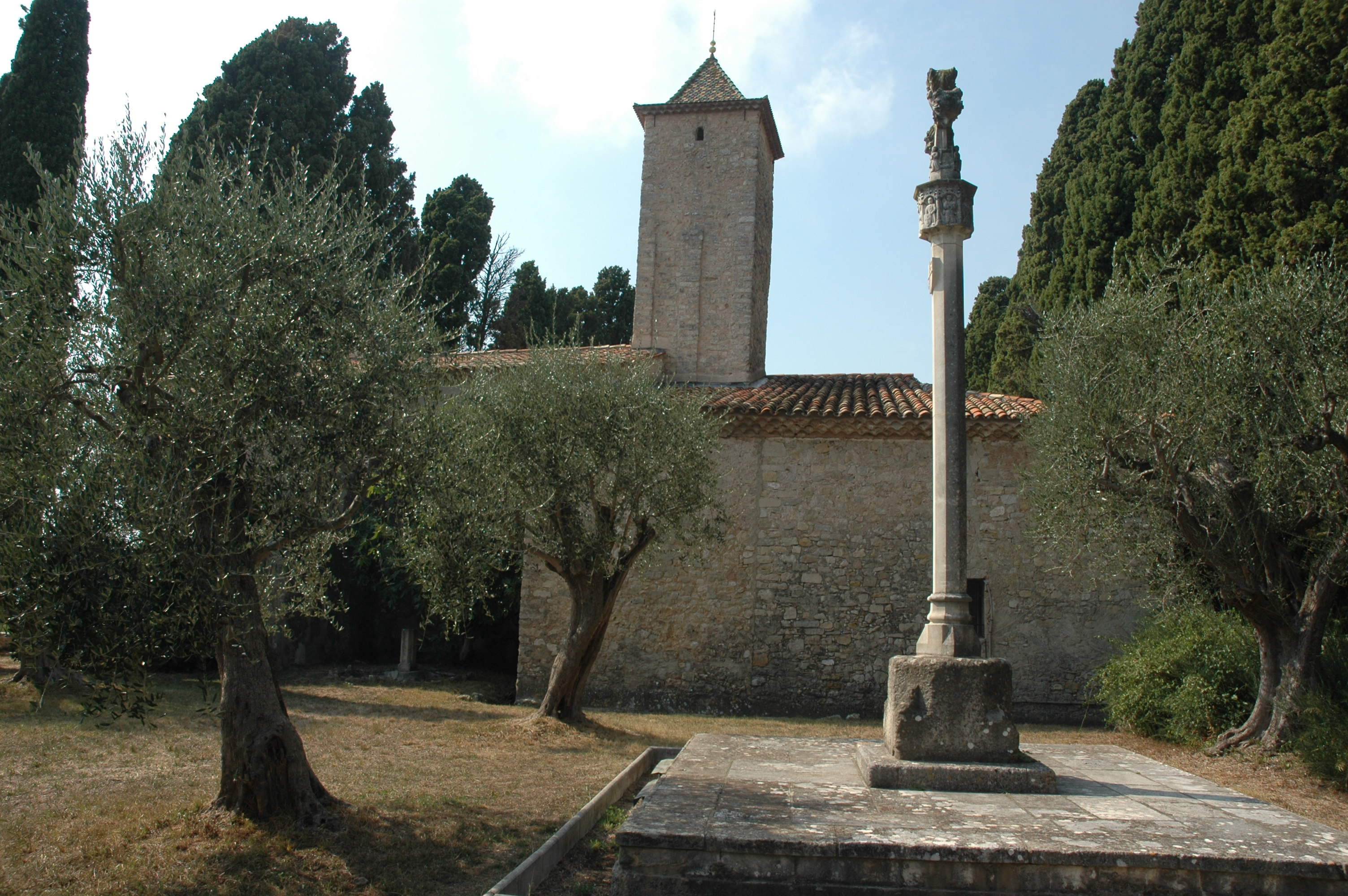
Vue du jardin avec le tombeau
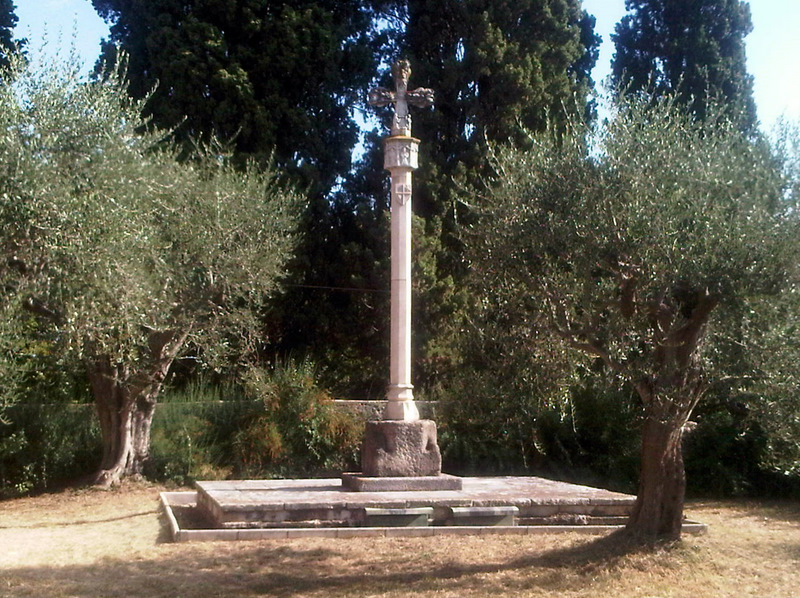
Vue du tombeau

### Le projet de restauration
La chapelle subit maintenant une restauration pour devenir un petit musée et bien sûr garder son rôle de chapelle